# 分子系統学
分子系統学（ぶんしけいとうがく、英語：molecular phylogenetics）とは、系統学のサブジャンルのひとつであり、生物のもつタンパク質のアミノ酸配列や遺伝子の塩基配列を用いて系統解析を行い、生物が進化してきた道筋（系統）を理解しようとする学問である。
従来の系統学は形態、発生、化学・生化学的性質といった表現型の比較に基づいていたのに対し、分子系統学はそれらの根本にある遺伝子型に基づく方法であり、より直接的に生物の進化を推定できると期待される。計算機や理論の発達に加え、20世紀末に遺伝子解析が容易になったことから大いに発展し、進化生物学の重要な柱となっている。

## 歴史
分子系統学の研究は、20世紀半ばにポーリングらにより分子進化（生物種によるアミノ酸配列の違いが過去の進化を反映していると考える）が研究され、分子時計仮説が提唱されたのに始まる。分子進化がほぼ一定の速度で進むとする考えで、進化の時間経過が追えることが示唆された。その後分子進化速度は機能的に重要でない部分は早く進化するなど一定ではないことが明らかになり、木村資生による中立進化説が定説となった。分子系統学はこれらの理論に基本を置いている。

## 方法
配列情報に基づく系統解析の方法として当初用いられたのは、計算方法が比較的単純であったこともあり、距離行列法の一種で進化速度が一定であることを仮定する非加重結合法であった。しかし前述のとおりこの仮定は現実には必ずしも当てはまらないと考えられ、現在はより性能が高いとされる近隣結合法、最節約法、確率論・統計学に基づく最尤法、ベイズ推定などがよく用いられている。推定された系統樹の確実性を示す指標としてはブートストラップ確率がよく用いられる。
配列の比較による方法のほか、塩基配列に基づく性質、たとえば複数の遺伝子の位置を生物種間で比較する方法（多数の種でゲノムプロジェクトが進行することにより可能となってきた）なども用いられる。
分子系統学に基づく分類体系の代表的なものとしては被子植物のAPG植物分類体系がある。それ以前には、DNA - DNA分子交雑法に基づいた鳥類のシブリー・アールキスト鳥類分類が発表されている。これら以外の生物についても分子系統学による系統・分類研究が盛んに行われている。哺乳類、昆虫を参照。
配列を直接扱うものではないが、配列決定がまだ容易でなかった1960-70年代には、アイソザイムなどタンパク質の分子種の違いを電気泳動におけるパターンの違いなどを用いて間接的に認識し分類に用いる研究が、盛んに行われた。
現在では、単純に一部の配列を比較するだけでなく、ゲノム全体の構造を比較することにより進化の具体的様相を明らかにしようとする比較ゲノミクスが盛んになっている。

## 適用と問題点
特定の遺伝子やスペーサー領域を分子マーカーとして解析に用いる場合、それらの進化速度はまちまちであり、適切なマーカーを選ばないと充分な情報が利用できずに誤差の大きな解析結果が得られてしまう可能性がある。また、遺伝子の系統樹と種の系統樹は必ずしも一致しないことに注意を払う必要がある。
ほかに、分子系統学の欠点としてはあまり古い化石生物が対象にできないということがある。ただし化石でもネアンデルタール人の系統研究など比較的新しいものなら扱うことができる。古い化石生物を含む生物群については、現生種の分子系統学と化石種の形態による分岐学を組み合わせた研究が試みられている。
このような情報は進化の結果の上での現生物間の関係を示すが、その過程や途中経過に関する情報を与えるものではない。
原生生物等の構造の単純な生物では、従来は根本的な特徴と考えられていた構造上の特徴にも、研究者の予想を超えて大きく変化する形質が多数あることが明らかにされつつある。このような場合、古典的な系統推定は妥当性を欠くことになり、分子系統学的情報がより重視される傾向がある。中にはケルコゾアのように、分子系統学的情報以外に系統推定に使える形質が事実上見当たらない群もある。
しかし多くの生物では、系統解析に利用可能な形質がたいてい分子マーカーの他に認められる。そのため、このような生物を対象とした研究で、従来の体系の大がかりな再考が迫られる結果が出た場合、それを材料に他の形質を見直すことも行われる。たとえば環形動物と節足動物は体節制という基本的な体制にかかわる共通の特徴を持つため、近縁なものと見なされてきた。しかし、分子系統学的情報によると、それほど近縁なものではなく、むしろ節足動物は線虫などに近縁であることが判明した。共通する特徴として脱皮することが挙げられるようになり、脱皮動物という群が提唱されている。

## 特殊な利用例
クモ類のサカグチトリノフンダマシ属のものはきわめて希少種ばかりで、しかも雌雄の形態差が非常に大きい。近縁のトリノフンダマシ属では雌が産卵する（卵嚢を作る）さいに雄もそばにいることから、雌雄関係を把握できる。しかしこの属のものは、そもそも産卵を発見することが不可能なほどに希少なので、長らく雄が発見されなかった。近年日本産の2種について相次いで雄が発見されているが、このときの同種の雌雄であることの確認にはこの手法が用いられている。